# Paragia magdalena
Paragia magdalena är en stekelart som beskrevs av Turner 1908. Paragia magdalena ingår i släktet Paragia och familjen Masaridae. Inga underarter finns listade i Catalogue of Life.